# رافائل پریرا دوس سانتوس
رافائل پریرا دوس سانتوس (به پرتغالی: Rafael Pereira dos Santos) مدافع اهل برزیل است که در شهر Rio do Sul و در تاریخ ۱۸ نوامبر ۱۹۸۴ به دنیا آمده‌است.
رافائل پریرا دوس سانتوس در تیم‌های فوتبال Chapecoense سابقهٔ حضور دارد.